# Hjalmar Hammarskjöld
Knut Hjalmar Leonard Hammarskjöld (Tuna, condado de Kalmar, 4 de febrero de 1862-Estocolmo, 12 de octubre de 1953) fue un académico y político sueco, primer ministro de su país entre el 17 de febrero de 1914 y el 30 de marzo de 1917.
Era hijo de Knut, un lugarteniente y terrateniente, y de María Cöster. Fue un versátil experto legal y prominente tanto como científico como en su faceta de legislador. En 1891 se convirtió en profesor en Upsala y tuvo una gran influencia en el Derecho civil sueco y noruego. Por su reputación como un gran experto en Derecho internacional, a la vez que por su diligente trabajo en reuniones internacionales, fue nombrado miembro de la Corte Permanente de Arbitraje en 1904 en La Haya.
Como ministro de Justicia entre 1901 y 1902, durante el gobierno de Fredrik von Otters, realizó un ambicioso pero fracasado intento de resolver los problemas concernientes al derecho al voto y fue, tras su renuncia, designado presidente de la Corte de Apelaciones de Göta. En relación con la disolución de la unión entre Suecia y Noruega, fue ministro de Educación del gobierno de coalición de Christian Lundeberg y negociador en Karlstad. Después fue nombrado embajador sueco en Copenhague. Retornó en 1907 a Upsala como gobernador del condado, aunque a menudo hizo uso de licencias para ocuparse de otras tareas.
Tras la marcha campesina en apoyo al armamentismo y la renuncia del gobierno liberal, se convirtió en cabeza de un gobierno no parlamentario en 1914, encargado de resolver los problemas de defensa. Su gobierno fue políticamente independiente, aunque leal al rey Gustavo V y más bien conservador. Se creó por iniciativa de Arvid Lindman, el líder de la segunda cámara, que no quería que el Rey designara un gobierno de guerra bajo el liderazgo del jefe de la primera cámara, Ernst Trygger.
Tras el estallido de la Primera Guerra Mundial ese mismo año, se estableció una tregua entre los partidos y el problema de la defensa fue resuelto a satisfacción de los militares. Hammarskjöld fue principista e inflexible en sus interpretaciones de la legislación civil durante el apogeo de la guerra. Fue durante ese período que se acuñó el término "hambre de protección", porque su inflexibilidad impedía los esfuerzos para ayudar a los ciudadanos. Fue visto como amistoso hacia Alemania cuando rechazó un tratado común de comercio con Gran Bretaña, que Marcus Wallenberg (padre), hermano del ministro de Asuntos Exteriores Knut Wallenberg, había traído desde Londres en 1917. La ruptura entre el primer ministro y su ministro de Asuntos Exteriores se hizo evidente, y los líderes de la derecha en el Parlamento retiraron su apoyo a Hammarskjöld, que se vio obligado a presentar su renuncia. 
Hammarskjöld tenía una naturaleza dominante y era percibido por sus opositores como autoritario y obstinado, pero las alegaciones de que habría favorecido a Alemania carecen de respaldo documental. Tuvo varias designaciones para cargos prestigiosos, por ejemplo, presidente de la Fundación Nobel entre 1929 y 1947 y miembro del Parlamento (como conservador independiente) en la primera cámara entre 1923 y 1938. Fue elegido para integrar la Real Academia Sueca en 1918 en el mismo sillón que había ocupado el primer ministro Louis de Geer, el número 17. Tras su muerte, su hijo Dag heredaría dicho sillón, así como la posición. Los estudios de Hammarskjöld fueron uno de los factores que más contribuyeron para la decisión de establecer la Corte Suprema Administrativa.
Casado en 1890 con Agnes Almquist (1866–1940), tuvo con ella cuatro hijos: Bo, Åke, Sten y Dag Hammarskjöld, quien fuera secretario general de la Organización de Naciones Unidas.
| Predecesor: Karl Staaff | Primer ministro de Suecia 1914 – 1917 | Sucesor: Carl Swartz |

- Datos: Q53300
- Multimedia: Hjalmar Hammarskjöld / Q53300